# تام تالی
تام تالی (انگلیسی: Tom Tully؛ ۲۱ اوت ۱۹۰۸ – ۲۷ آوریل ۱۹۸۲) یک هنرپیشه، و افسر (ارتش) اهل ایالات متحده آمریکا بود.
از فیلم‌ها یا برنامه‌های تلویزیونی که وی در آن نقش داشته‌است می‌توان به خون در ماه، دوستم داشته باش یا ترکم کن و ماجرا اشاره کرد.